# Barberà de la Conca
Barberà de la Conca är en kommun i Spanien.   Den ligger i provinsen Província de Tarragona och regionen Katalonien, i den östra delen av landet, 400 km öster om huvudstaden Madrid. Antalet invånare är 526. Arean är 26,6 kvadratkilometer. Barberà de la Conca gränsar till Pira, Solivella, Sarral, Cabra del Camp, Figuerola del Camp och Montblanc. 
Terrängen i Barberà de la Conca är platt åt nordväst, men åt sydost är den kuperad.